# Sommarrudbeckia
Sommarrudbeckia (Rudbeckia hirta var. pulcherrima), är en varietet av arten sträv rudbeckia, i rudbeckiasläktet. Den växer naturligt i Kanada och USA. Sommarrudbeckia är vanlig som prydnadsväxt i trädgårdar.